# 巴挑县
巴挑县，是泰国南部春蓬府的一个县。总面积596.0平方公里，总人口44393人，人口密度74.5人/平方公里（2005年）。

## 行政区划
巴挑县辖有7个区，70个村。